# Немецкое федеральное бюро расследований авиационных происшествий
Немецкое федеральное бюро расследований авиационных происшествий (нем. Bundesstelle für Flugunfalluntersuchung, BFU) — немецкий федеральный орган, ответственный за расследование авиационных происшествий и инцидентов в воздушном пространстве и на территории Германии, а также с воздушными судами Германии.
Основная задачи бюро — выяснение причин авиационных происшествий и инцидентов, выработка рекомендаций по их предотвращению. Штаб-квартира BFU располагается в городе Брауншвейг, Нижняя Саксония. Бюро находится в подчинении Федерального министерства транспорта и цифровой инфраструктуры Германии.
Западная Германия в 1956 году присоединилась к Конвенции о международной гражданской авиации, в том числе по соблюдению стандартов и рекомендуемой практики по авиационным происшествиям и инцидентам (приложение 13). Бюро по расследованию авиационных происшествий в соответствии с Рекомендация Международной организации гражданской авиации в 1980 году было подчинено под непосредственное руководство Федерального министерства транспорта. В качестве федерального органа высшего уровня BFU был официально учрежден в 1998 году.